# Calileptoneta
Calileptoneta es un género de arañas araneomorfas de la familia Leptonetidae. Se encuentra en los Estados Unidos, donde se distribuye por California y Oregón. 

## Lista de especies
Según The World Spider Catalog 11.5:
- Calileptoneta briggsi Ledford, 2004
- Calileptoneta californica (Banks, 1904)
- Calileptoneta cokendolpheri Ledford, 2004
- Calileptoneta helferi (Gertsch, 1974)
- Calileptoneta noyoana (Gertsch, 1974)
- Calileptoneta oasa (Gertsch, 1974)
- Calileptoneta sylva Chamberlin & Ivie, 1942
- Calileptoneta ubicki Ledford, 2004
- Calileptoneta wapiti (Gertsch, 1974)